# Souain-Perthes-lès-Hurlus
Pour les articles homonymes, voir Perthes.
Souain-Perthes-lès-Hurlus est une commune française, située dans le département de la Marne en région Grand Est.
Les habitants de Souain sont appelés les « Goyas » ou « Goïas ».

## Géographie

### Localisation
| Sainte-Marie-à-Py      |                           | Sommepy-Tahure                  |

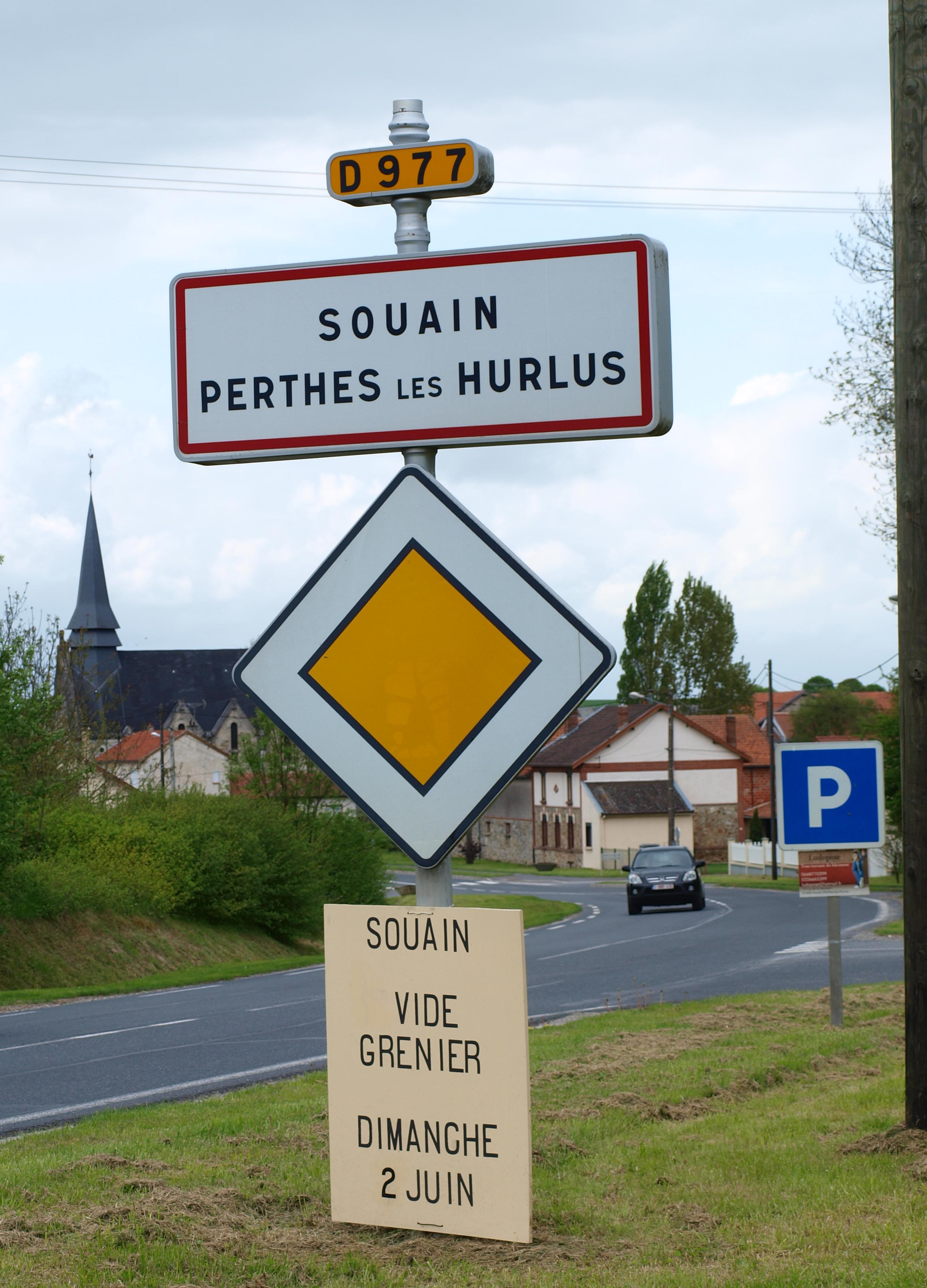
L'entrée du village.

| Saint-Hilaire-le-Grand | Souain-Perthes-lès-Hurlus | Minaucourt-le-Mesnil-lès-Hurlus |
| Jonchery-sur-Suippe    | Suippes                   | Wargemoulin-Hurlus              |

Souain-Perthes-lès-Hurlus est un village rural situé à 40 km à l'est de Reims, jouxtant Suippes et à 30 km au nord-est de Chalons-en-Champagne.
Il est traversé par l'ex-route nationale 77 (RD 977) et est le point de fin de la départementale RD 19.

### Hydrographie

#### Réseau hydrographique
La commune est dans la région hydrographique « la Seine du confluent de l'Oise (inclus) à l'embouchure » au sein du bassin Seine-Normandie. Elle est drainée par l'Ain et le Fossé de la Blanche Terre,.

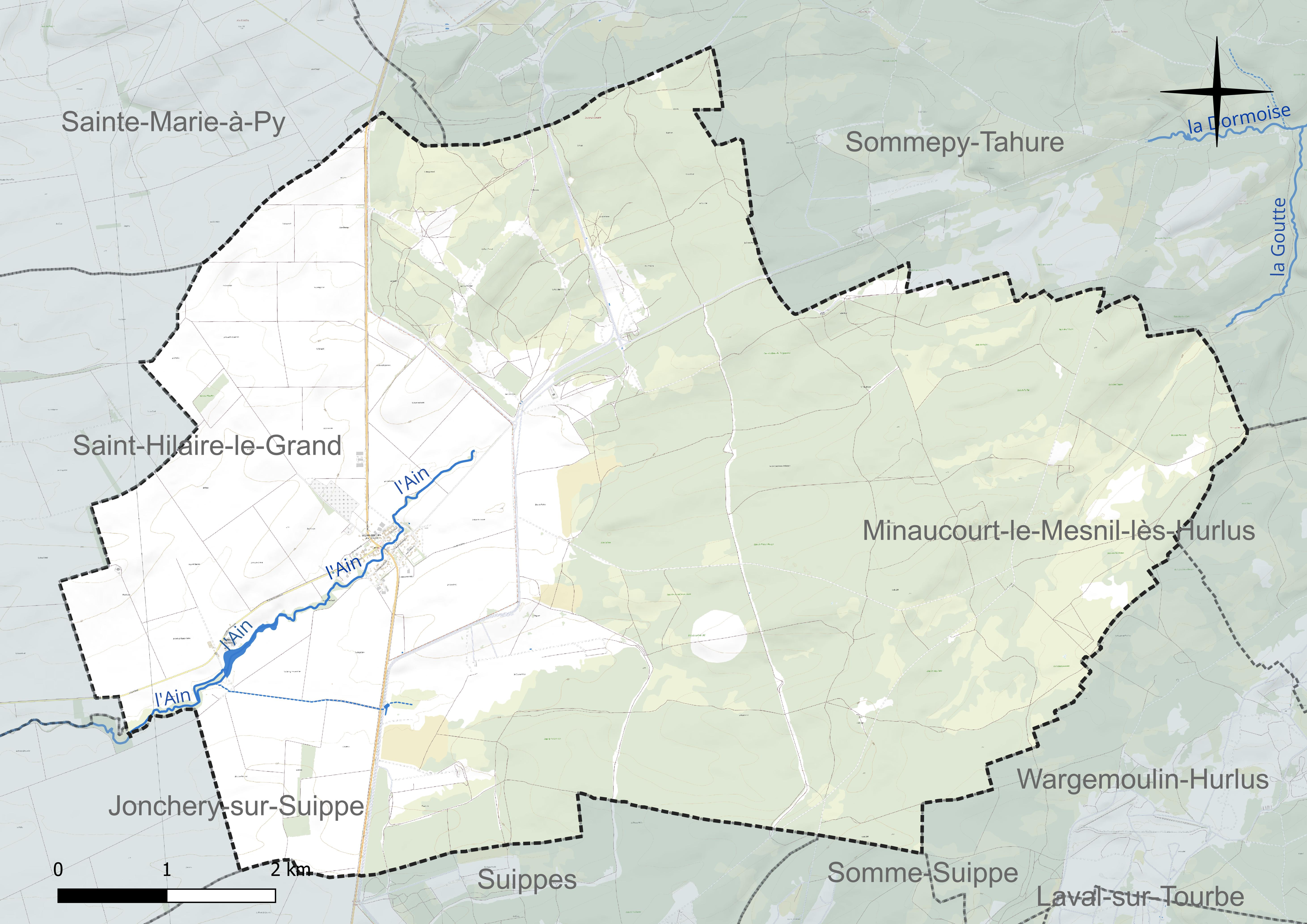
Réseau hydrographique de Souain-Perthes-lès-Hurlus.

#### Gestion et qualité des eaux
Le territoire communal est couvert par le schéma d'aménagement et de gestion des eaux (SAGE) « Aisne Vesle Suippe ». Ce document de planification, dont le territoire s’étend sur 3 096 km2 répartis sur trois départements (Aisne, Marne et Ardennes) et deux régions (Champagne-Ardenne et Picardie), a été approuvé le 16 décembre 2013. La structure porteuse de l'élaboration et de la mise en œuvre est le Syndicat d’aménagement des bassins Aisne Vesle Suippe (SIABAVES). 
La qualité des cours d’eau peut être consultée sur un site dédié géré par les agences de l’eau et l’Agence française pour la biodiversité. 

### Climat
Pour des articles plus généraux, voir Climat du Grand Est et Climat de la Marne.
En 2010, le climat de la commune est de type climat océanique dégradé des plaines du Centre et du Nord, selon une étude du Centre national de la recherche scientifique s'appuyant sur une série de données couvrant la période 1971-2000. En 2020, Météo-France publie une typologie des climats de la France métropolitaine dans laquelle la commune est exposée à un climat océanique altéré et est dans la région climatique  Nord-est du bassin Parisien, caractérisée par un ensoleillement médiocre, une pluviométrie moyenne régulièrement répartie au cours de l’année et un hiver froid (3 °C). 
Pour la période 1971-2000, la température annuelle moyenne est de 10,1 °C, avec une amplitude thermique annuelle de 15,8 °C. Le cumul annuel moyen de précipitations est de 772 mm, avec 12,2 jours de précipitations en janvier et 8,7 jours en juillet. Pour la période 1991-2020, la température moyenne annuelle observée sur la station météorologique de Météo-France la plus proche, « Sommepy », sur la commune de Sommepy-Tahure à 8 km à vol d'oiseau, est de 10,9 °C et le cumul annuel moyen de précipitations est de 771,4 mm. 
La température maximale relevée sur cette station est de 41 °C, atteinte le 25 juillet 2019 ; la température minimale est de −16 °C, atteinte le 4 janvier 2004,,. 
Les paramètres climatiques de la commune ont été estimés pour le milieu du siècle (2041-2070) selon différents scénarios d'émission de gaz à effet de serre à partir des nouvelles projections climatiques de référence DRIAS-2020. Ils sont consultables sur un site dédié publié par Météo-France en novembre 2022.

## Urbanisme

### Typologie
Au 1er janvier 2024, Souain-Perthes-lès-Hurlus est catégorisée commune rurale à habitat dispersé, selon la nouvelle grille communale de densité à sept niveaux définie par l'Insee en 2022.
Elle est située hors unité urbaine. Par ailleurs la commune fait partie de l'aire d'attraction de Reims, dont elle est une commune de la couronne,. Cette aire, qui regroupe 294 communes, est catégorisée dans les aires de 200 000 à moins de 700 000 habitants,.

### Occupation des sols
L'occupation des sols de la commune, telle qu'elle ressort de la base de données européenne d’occupation biophysique des sols Corine Land Cover (CLC), est marquée par l'importance des forêts et milieux semi-naturels (70,6 % en 2018), une proportion sensiblement équivalente à celle de 1990 (70,4 %). La répartition détaillée en 2018 est la suivante : 
forêts (44,6 %), terres arables (28,8 %), milieux à végétation arbustive et/ou herbacée (25,9 %), zones urbanisées (0,6 %). L'évolution de l’occupation des sols de la commune et de ses infrastructures peut être observée sur les différentes représentations cartographiques du territoire : la carte de Cassini (XVIIIe siècle), la carte d'état-major (1820-1866) et les cartes ou photos aériennes de l'IGN pour la période actuelle (1950 à aujourd'hui).

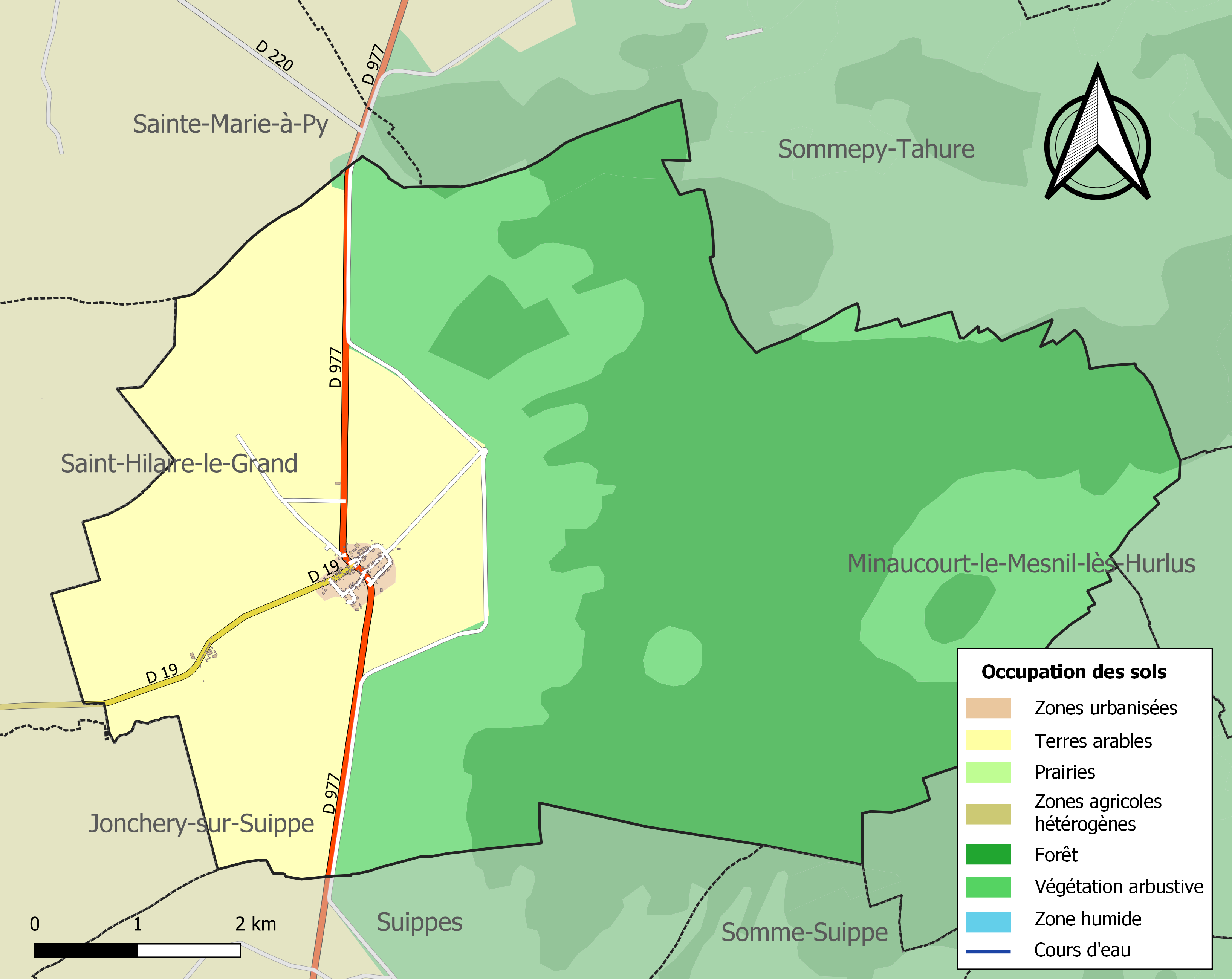
Carte des infrastructures et de l'occupation des sols de la commune en 2018 (CLC).

## Toponymie
Le toponyme de Souain-Perthes-lès-Hurlus est constitué du regroupement du nom des deux anciennes communes regroupées en 1950 ; Souain et Perthes-lès-Hurlus. 
Souain est attesté sous les formes Soain (1197) ; Soeyn (vers 1201) ; Soyn (1221) ; Soayn (1214-1222) ; Soian (1221) ; Soan, Saain, Soudan, Soay (vers 1222) ; Sowaing (1236) ; Soein (1237) ; Souang (1239) ; Soin (vers 1240) ; Souanum (1303-1312) ; Souain (1315) ; Souvaing [et non Sounaing (1346) ; Souyn-sur-Suippe (1502) ; Souain-soubz-Suippes (150.) ; Soing (1602) ; Souing (1642) ; Souin (1691) ; Souain, autrefois Sous-Ain (1860).

Avant 1950, le village se nommait Souain, que l'on peut définir comme étant la contraction de « Sous-Ain » et avant de « Somme-Ain » qui signifie « sommet ou source de la rivière l'Ain ».
Perthes-lès-Hurlus est attesté sous les formes Pertes (1282) ; Perthae juxta Urlus (1303-1312) ; Pertæ in Ullus (1346) ; Pertes lès Ullus (1366) ; Perthes lès Hurlus (1403) ; Pertes-en-Urlus (1538) ; Perthes (XVIIIe siècle) ; Perthes-lez-Hurlus.

S'il n'est pas exclusivement spécifique à la Champagne, le toponyme Perthes est solidement installé dans cette région, où il présente une densité d'implantation qu'on ne retrouve nulle part ailleurs. Les corpus micro-toponymiques des départements des Ardennes et de la Marne permettent une analyse fine de la distribution géographique du type en Champagne septentrionale, tandis que les sources anciennes montrent qu'il est implanté depuis très longtemps dans les départements de l'Aube et de la Haute-Marne.
 
En gaulois *pert- avait probablement le même sens que le mot gallois apparenté perth « buisson, haie », hypothèse suggérée par le nom de la déesse gauloise Perta, divinité des jardins clos.
 
La préposition « lès » permet de signifier la proximité d'un lieu géographique par rapport à un autre lieu. En règle générale, il s'agit d'une localité qui tient à se situer par rapport à une ville voisine plus grande. La commune de Perthes-lès-Hurlus indique qu'elle se situait près de Hurlus.

## Histoire

### Antiquité
Une nécropole gallo-romaine a été découverte en 1867 à un kilomètre environ à l'est du village, à la jonction des lieux-dits La voie du Grand-Saint-Hilaire, et le Mont-de-la-Garde.

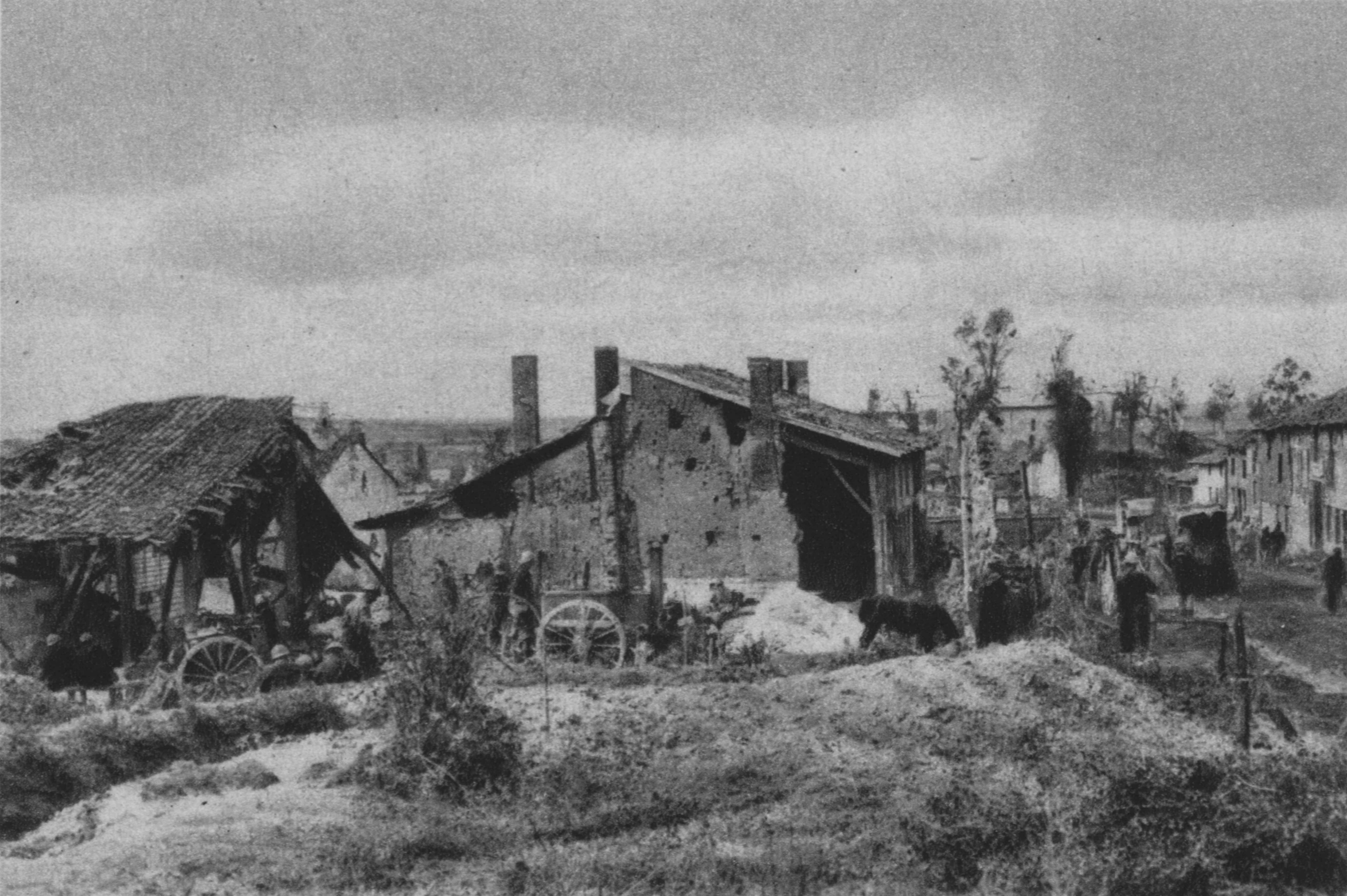
Le village de Souain en 1915.
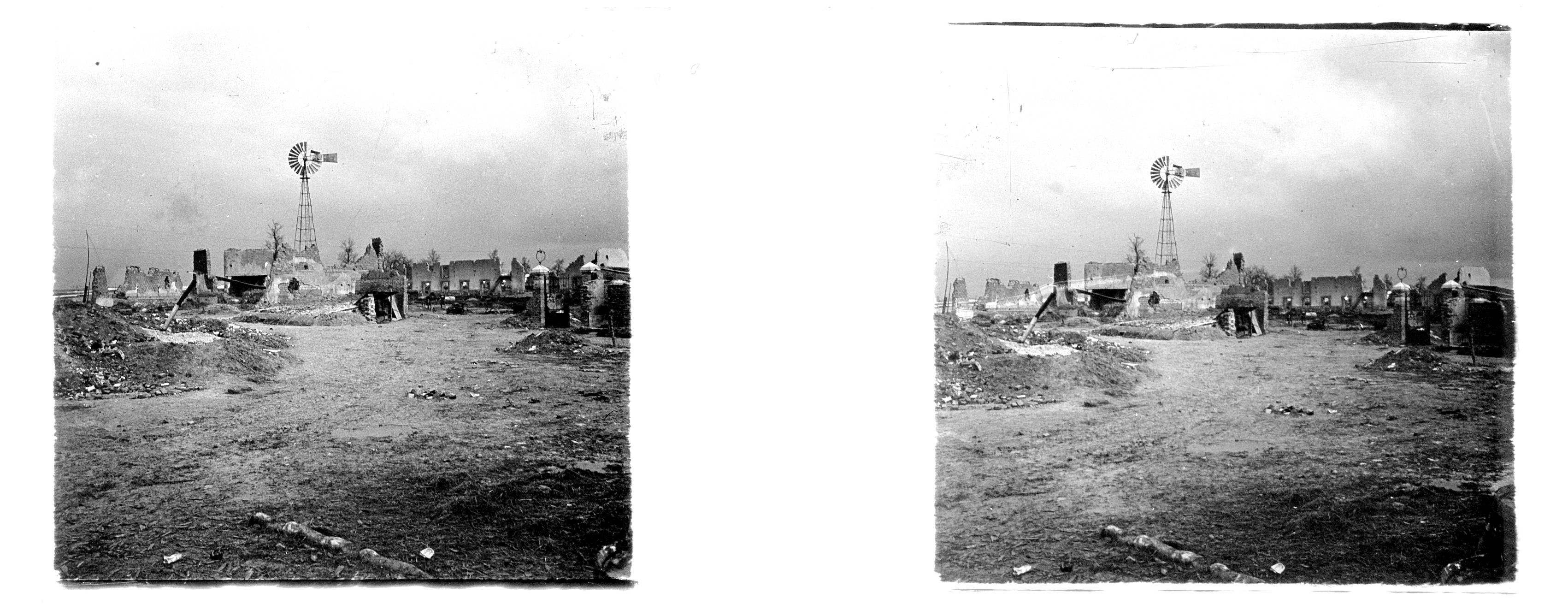
La ferme des Wacques.
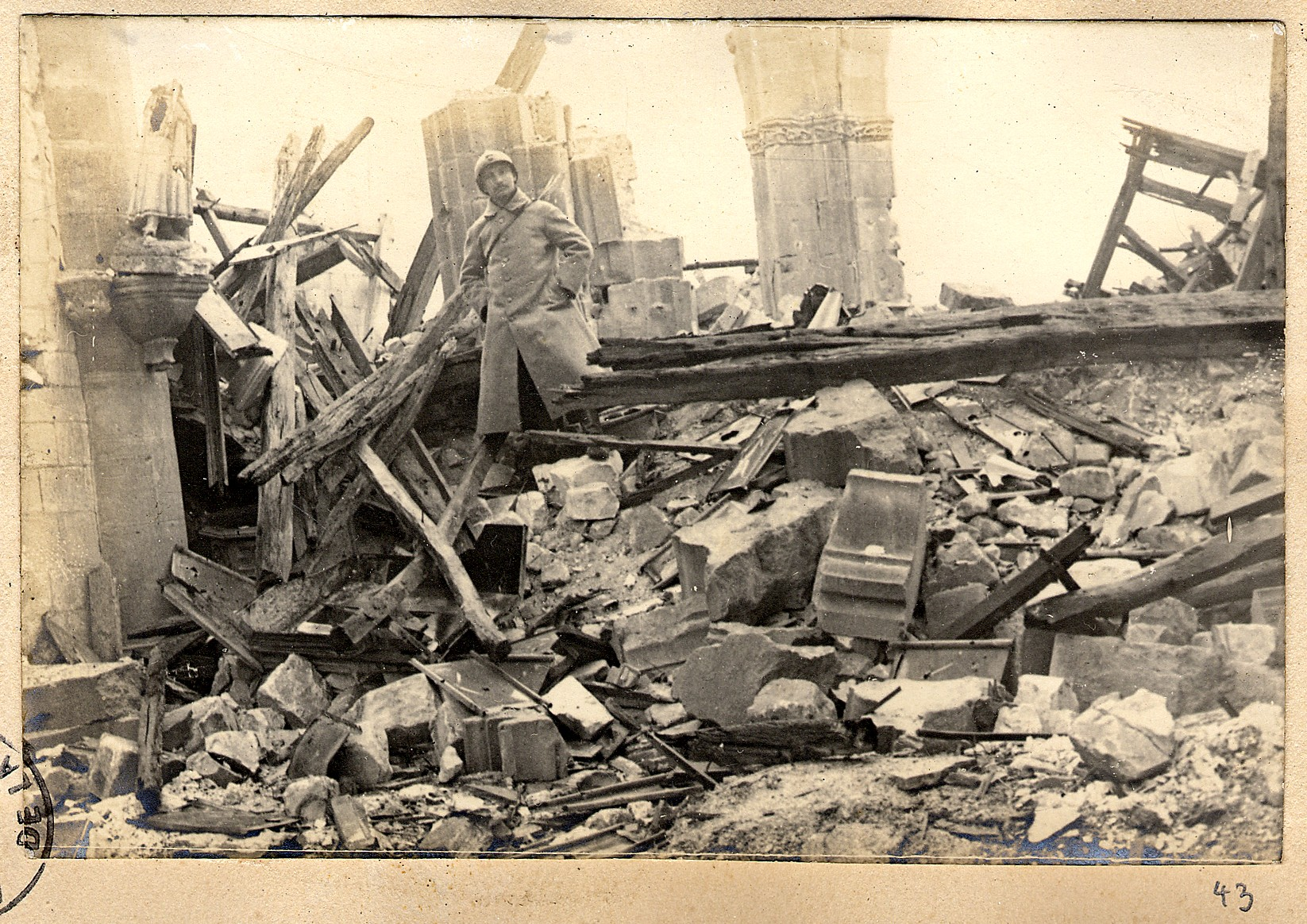
L'église en 1916.

### Les fusillés de Souain
Le 10 mars 1915, au Moulin de Souain, la 21e compagnie du 336e régiment d'infanterie, très éprouvée par les combats féroces de Perthes-lès-Hurlus, reçoit l'ordre de tenter de nouveau de s'emparer des tranchées ennemies. Les soldats refusent de sortir.
Le général donne l'ordre de choisir un caporal et quatre soldats par section, et les fait se porter en plein jour, sous le feu ennemi, à 150 m vers l'avant, pour sectionner les barbelés. Les soldats tentent vainement d'exécuter cet ordre. Le soir, ils regagnent les tranchées françaises.
Le 10 mars 1915, leur compagnie est relevée, dirigée à Suippes, et aussitôt les caporaux Théophile Maupas, Louis Girard, Louis Lefoulon et Lucien Lechat, avec une trentaine de soldats, sont arrêtés et inculpés de refus d'obéissance devant l'ennemi. Le 16, la cour martiale, présidée par le colonel Marthenet, se réunit. Elle refuse d'entendre des témoins à décharge, des défenseurs sont injuriés.
Les soldats sont acquittés, mais les quatre caporaux, trois originaires de la Manche et un d'Ille-et-Vilaine, sont condamnés à mort. Malgré la demande de recours en grâce, le général Réveilhac « qui craignait de voir arriver la grâce » presse l'exécution ; ils sont fusillés le lendemain.
Par deux fois, en 1922 et 1926, les demandes de révision du procès sont repoussées. Le procès en révision s'ouvre le vendredi 2 mars 1934 et acquitte les quatre caporaux.

### Seconde bataille de Champagne(septembre 1915)
Le 25 septembre 1915, dans le cadre de la grande offensive de Champagne, le 2e corps d'armée colonial, aile droite de la IVe Armée commandée par le général de Langle de Cary, avait la redoutable mission, en partant de part et d'autre du village de Souain, de faire tomber la première position allemande sur un front de 5 kilomètres et sur une profondeur de plus de 3 kilomètres. Le 2e corps colonial devait ensuite percer la deuxième position ennemie au nord de Navarin, afin de permettre aux unités du 6e corps d'armée (127e DI, 12e DI, 56e DI) d'exploiter en direction de Sommepy -Vouziers.

### Après-guerre et reconstruction

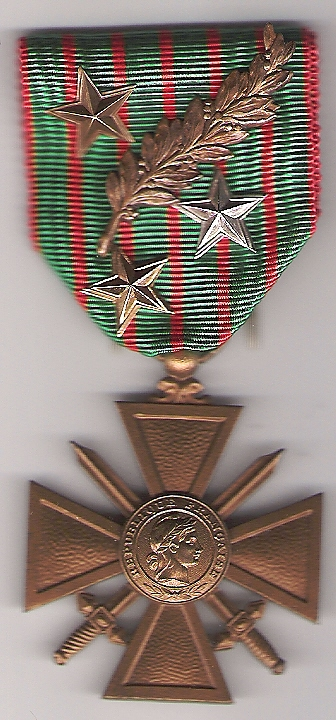
Photo de la Croix de guerre 14/18 (recto).

À l'issue des batailles de Champagne, les deux villages de Souain et de Perthes-lès-Hurlus étaient ravagés. Le village de Souain fut rebâti, celui de Perthes-lès-Hurlus ne le fut pas, son territoire fut intégré au camp militaire de Suippes.
Souain et Perthes-lès-Hurlus ont  été décorées de la Croix de guerre 1914-1918 le 20 septembre 1920.
Les deux communes fusionnèrent en 1960 pour constituer la commune de Souain-Perthes-les-Hurlus.

## Politique et administration

### Intercommunalité
La commune, antérieurement membre de la communauté de communes de la Région de Suippes, est membre depuis le 1er janvier 2014 de la communauté de communes de Suippe et Vesle.
En effet, conformément aux prévisions du schéma départemental de coopération intercommunale (SDCI) de la Marne du 15 décembre 2011,, les communautés de communes CC de la région de Suippes et CC des sources de la Vesle ont fusionné le 1er janvier 2014 afin de former la nouvelle communauté de communes de Suippe et Vesle.

## Démographie
L'évolution du nombre d'habitants est connue à travers les recensements de la population effectués dans la commune depuis 1700. Pour les communes de moins de 10 000 habitants, une enquête de recensement portant sur toute la population est réalisée tous les cinq ans, les populations de référence des années intermédiaires étant quant à elles estimées par interpolation ou extrapolation. Pour la commune, le premier recensement exhaustif entrant dans le cadre du nouveau dispositif a été réalisé en 2008.

En 2022, la commune comptait 260 habitants, en évolution de +10,17 % par rapport à 2016 (Marne : −1,19 %, France hors Mayotte : +2,11 %).
| 1700 | 1773 | 1793 | 1800 | 1806 | 1821 | 1831 | 1836 | 1841 |
| ---- | ---- | ---- | ---- | ---- | ---- | ---- | ---- | ---- |
| 744  | 714  | 900  | 873  | 806  | 897  | 846  | 849  | 834  |

| 1846 | 1851 | 1856 | 1861 | 1866 | 1872 | 1876 | 1881 | 1886 |
| ---- | ---- | ---- | ---- | ---- | ---- | ---- | ---- | ---- |
| 811  | 849  | 794  | 780  | 793  | 768  | 723  | 673  | 573  |

| 1891 | 1896 | 1901 | 1906 | 1911 | 1921 | 1926 | 1931 | 1936 |
| ---- | ---- | ---- | ---- | ---- | ---- | ---- | ---- | ---- |
| 529  | 480  | 415  | 424  | 416  | 302  | 244  | 300  | 240  |

| 1946 | 1954 | 1962 | 1968 | 1975 | 1982 | 1990 | 1999 | 2006 |
| ---- | ---- | ---- | ---- | ---- | ---- | ---- | ---- | ---- |
| 251  | 235  | 195  | 184  | 138  | 168  | 203  | 193  | 202  |

| 2008 | 2013 | 2018 | 2022 | - | - | - | - | - |
| ---- | ---- | ---- | ---- | - | - | - | - | - |
| 205  | 221  | 240  | 260  | - | - | - | - | - |

## Culture locale et patrimoine

### Lieux et monuments

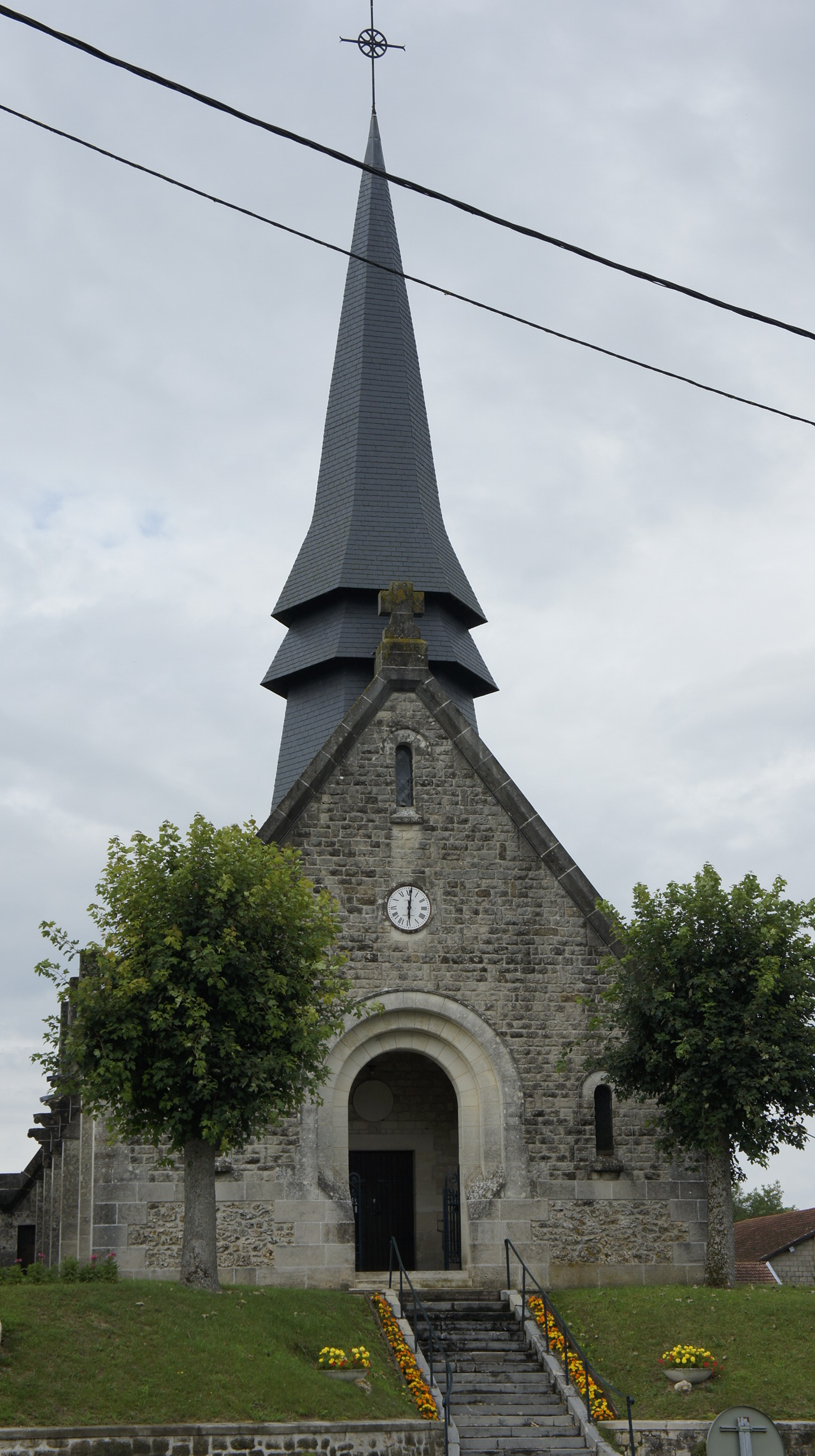
L'église.

Lieu de mémoire de la Grande Guerre
Sur le territoire de Souain-Perthes-lès-Hurlus, plusieurs traces de la Première Guerre mondiale sont visibles comme des trous d'obus et des vestiges de tranchées.
Aux Morts des Armées de Champagne
L'ossuaire de Navarin, l'ossuaire de la Légion étrangère Farnsworth, le cimetière de la 28e brigade,
Cimetières militaires
- Le cimetière français et allemand de « La Crouée »,
- la nécropole nationale La ferme des Wacques,
- le cimetière de l'Opéra et plusieurs blockhaus témoignent de la violence des combats durant quatre longues années.

Le peintre allemand August Macke, mort au combat le 26 septembre 1914 à Perthes-lès-Hurlus, repose dans le cimetière allemand de Souain.

### Personnalités liées à la commune

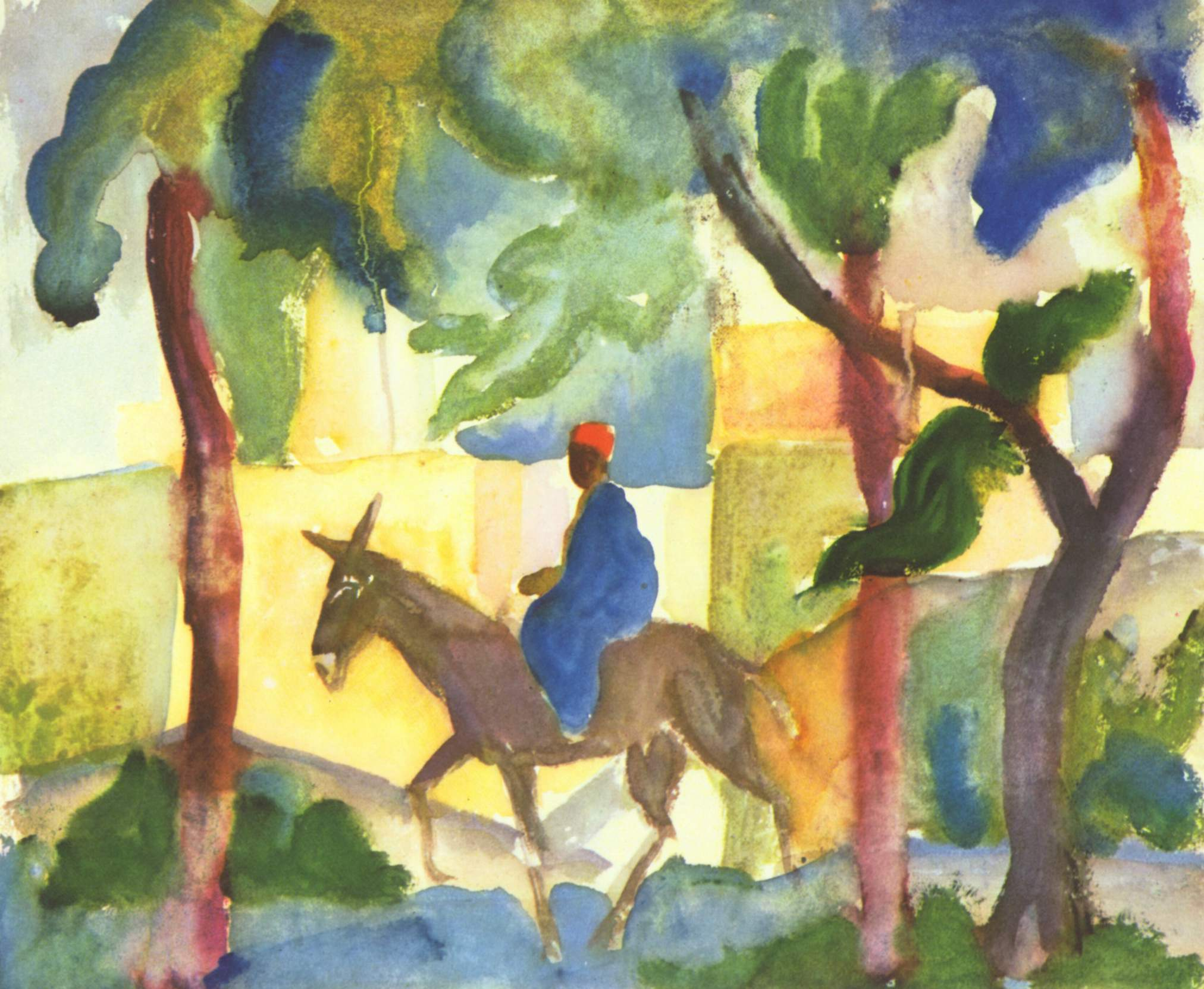
L'Ânier, tableau d'August Macke de 1914.

- Blaise Cendrars (1887-1961), le célèbre écrivain perdit son bras à la butte de Souain dans les rangs de la Légion étrangère, le 28 septembre 1915. Il écrit après la guerre le roman autobiographique La main coupée.
- François Flameng (1856-1923), peintre officiel de l'armée qui immortalisa par des croquis et dessins, les tragiques événements survenus dans ces villages et qui parurent dans la revue : L'Illustration.
- Henri Gouraud (1867-1946), général commandant la 4e armée pendant le conflit de 1914–1918, est inhumé au monument de Navarin.
- Louis de la Salle (1872-1915), poète, lieutenant tué à Souain le 7 octobre 1915. Son nom est inscrit au Panthéon parmi les 560 écrivains morts au combat pendant la Première Guerre mondiale.
- Léo Latil (1890-1915), poète français fut tué lors des combats du 27 septembre 1915.
- August Macke (1887-1914), peintre expressionniste allemand, tué dans les rangs de l'armée allemande le 26 septembre 1914 à Perthes-lès-Hurlus.
- Georges Maurice (1882-1916), professeur de lettres et poète tué près de Souain. Son nom est inscrit au Panthéon dans la liste des 560 écrivains morts pour la France.
- Le général Géraud Réveilhac (1851-1937), décédé dans son lit le 26 février 1937 à Savenay, responsable de l'exécution des Quatre caporaux de Souain : Théophile Maupas, marié, deux enfants ; Louis Lefoulon, concubinage, un enfant ; Louis Girard, marié, un enfant et Lucien Lechat, célibataire, fusillés pour l'exemple en 1915, lors de la Première Guerre mondiale pour avoir refusé d'obéir à son ordre de monter une nouvelle fois à l'assaut malgré l'évidence de l'absence de chance de succès de cette attaque.
- Louis Sailhan (1880-1915), poète tué à Perthes-lès-Hurlus le 11 mars 1915. Son nom est inscrit au Panthéon parmi les 560 écrivains morts au combat pendant la Première Guerre mondiale.